# Gail
Gail es un personaje ficticio de la novela gráfica Sin City de Frank Miller. En la película de 2005 está interpretada por Rosario Dawson.

## Biografía
Gail aparece por primera vez en el Volumen 1, The Hard Goodbye. En este episodio, fue testigo de la tortura de Marv por Wendy, el último deseo de saber lo que Marv hizo su hermana Goldie y otras prostitutas desaparecidas. Gail entonces le da un par de esposas Wendy objeto para ser utilizado por Marv para vengar a Goldie.
Ella apareció en el segundo álbum, titulado A Dame to Kill For. Recoge a Dwight McCarthy, su antiguo amante, en la Ciudad Vieja después de haber sido traicionado y dado por muerto por Ava Lord. Ella se cura, vela por él, lo que se opone a la Goldie gemelos y Wendy, que reinaba en la época de la antigua ciudad con Miho y no quería que los extranjeros en su territorio. Posteriormente, ayuda a Dwight vengarse de Ava Señor por vestirse con el fin de infiltrarse en la casa de Ava.
Gail aparece en el Volumen 3, The Big Fat Kill. Está a cargo de un cuarteto de clientes Miho agresivas en el casco antiguo, Jackie Boy y su banda. Esta última, siendo en realidad un agente de la policía, la tregua entre las chicas, la policía y la mafia está en peligro, y Dwight salvará a las prostitutas de la ciudad vieja. Gail es capturado por casa Manute y se intercambiarán en la cabeza de Jackie Boy Dwight, la evidencia de asesinato. Pero Dwight ha colocado una granada a distancia en el jefe de la policía, lo que permite a las niñas para mantener su libertad.
Gail sólo se menciona en el Volumen 5, Booze Broads & Bullets, donde Dwight menciona que es Gail quien le dio la misión que él está tratando de lograr en este episodio.
En el Volumen 6, Girls and Guns, Gail y otras prostitutas son capaces de exponer y eliminar a un asesino serial rampante en el casco antiguo, en una de las muchas que componen este nuevo libro.
Gail es grande y tiene el cabello cuidadosamente peinado corto y es de una gran belleza y es a menudo vestidos con trajes. Se trata de una verdadera guerrera, armada generalmente con una Uzi, y no oran por hacer uso.

## Apariciones en cómics
- The Hard Goodbye (1994)
- A Dame to Kill For (1995)
- The Big Fat Kill (1996)
- Just Another Saturday Night (1999)

## Cine
- Sin City (2005) interpretada por Rosario Dawson.
- Sin City: A Dame to Kill For (2013) interpretada por Rosario Dawson.

- Datos: Q2784792